# ایکسیکیزوماب
ایکسیکیزوماب (انگلیسی: Ixekizumab) یک پادتن تک‌تیرهٔ انسانی برای درمان بیماری‌های خود ایمنی است. آن در ۲۲ مارس، ۲۰۱۶ برای درمان پسوریازیس پلاکی تحت نام تجاری Taltz توسط FDA تأیید شده است. آزمایش‌های بالینی شامل یک کارآزمایی بالینی فاز دو از بیماران با شدت متوسط تا شدید پسوریازیس و فاز سوم آزمایش برچسب باز در نوامبر ۲۰۱۳ بوده است.
Ixekizumab توسط شرکت الی لیلی طراحی و توسعه داده شده است.

## مکانیسم عمل
Ixekizumab به اینترلوکین ۱۷ متصل شده و عمل آن را مسدود می‌کند. این عمل شبیه به یکی دیگر از پادتن‌های ضد پسوریازیس یعنی برودالوماب است که آن هم متصل به گیرنده اینترلوکین-۱۷ می‌شود.